# Lucio Sestio (estación)
Lucio Sestio es una estación de la línea A del Metro de Roma. Se encuentra en la intersección de Via Tuscolana con las vías Ponzio Cominio y Lucio Sestio. De este última, en honor al primer cónsul plebeyo de la República romana, quien gobernó en el siglo IV a. C. recibe el nombre la estación.

## Historia
La estación Lucio Sestio fue construida como parte del primer tramo (de Ottaviano a Anagnina) de la línea A del metro, entrando en servicio el 16 de febrero de 1980.